# هيو غرين
هيو غرين (بالإنجليزية: Hugh Green)‏ (و. 1959  م) هو لاعب كرة قدم أمريكية، من الولايات المتحدة، ولد في ناتشيز، مسيسيبي، يلعب كظهير ‏، وطرف دفاعي ‏.

## التعليم
تعلم في جامعة بيتسبرغ.

## جوائز
حصل على جوائز منها:
- جائزة لومباردي [الإنجليزية]‏ (1980).

## روابط خارجية
- هيو غرين على موقع مرجع كرة القدم المحترفة.كوم (الإنجليزية)